# Lijn A (metro van Lyon)
Lijn A van de metro van Lyon loopt vanaf het metrostation Perrache onder het spoorwegstation Perrache in de Franse stad Lyon, tot metrostation Vaulx-en-Velin - La Soie in de voorstad Vaulx-en-Velin. De lijn is geopend in 1978, is 9,2 kilometer lang, heeft 14 haltes en wordt in de lijnenkaart aangeduid met de kleur donkerroze. Belangrijkste kenmerk is dat het om een bandenmetro gaat: de treinstellen rijden op banden.

## Geschiedenis
Op 28 april 1978 opent president Giscard d'Estaing officieel lijn A van de metro van Lyon. Een paar dagen later, op 2 mei, opent de lijn voor reizigers.
Op dat moment is lijn A de belangrijkste lijn van het netwerk, van Perrache tot Laurent Bonnevay, met een antenne richting La Croix-Rousse in de vorm van lijn C beginnend in metrostation Hôtel de Ville, en een aftakking naar La Part-Dieu in de vorm van lijn B vanaf Charpennes. Lijn B gaat dan nog niet verder dan Gare Part-Dieu - Vivier Merle.
Op 9 september 1991 wordt in station Bellecour de overstapmogelijkheid naar lijn D geopend, op dezelfde dag dat die lijn in gebruik wordt genomen. Als op 2 oktober 2007 de verlenging tussen station Lauren Bonnevay - Astroballe en Vaulx-en-Velin - La Soie wordt geopend, krijgt lijn A zijn huidige vorm.

## Tracé
Lijn A loopt van het intermodaal verkeerstknooppunt Perrache in het zuiden van de wijk Presqu'île tot de voorstad Vaulx-en-Velin. De gehele lijn is aangelegd in een verdieping direct onder het straatoppervlak. Omdat alle stations zijperrons hebben, heeft elk perron, en daarmee elke richting, hierdoor een aparte ingang en moet er boven de grond al gekozen worden voor de ingang die bij de richting hoort die men uit wil reizen.
Het westelijke stuk van de lijn is een noord-zuidverbinding over het Presqu'île in het centrum van Lyon. De tunnel ligt volgt hier de Rue Victor Hugo, steekt Place Bellecour waar lijn D gekruist wordt en volgt dan de Rue de la République tot Place Louis Pradel naast de Opera. Onder dat plein ligt station Hôtel de Ville, waar op lijn C overgestapt kan worden.
Tussen Hôtel de Ville en Vaulx-en-Velin is de lijn een oost-westverbinding. De lijn steekt de Rhône over onder het wegdek van de Pont Morand, en doorkruist het 6e arrondissement direct onder het straatoppervlak van Place Lyautey, Cours Franklin Roosevelt en Cours Vitton in Villeurbanne naar het zuiden van voorstad Vaulx-en-Velin. Bij Charpennes takt lijn B af van lijn A richting het zuiden. Daarnaast kan er bij dit station over worden gestapt op tramlijn 1. Vlak na het einstation Vaulx-en-Velin - La Soie is er een aftakking naar de remise, het dépôt de la Poudrette. Ook de metrostellen van lijn B maken gebruik van dit depot. In Vaulx-en-Velin - La Soie kan er worden overgestapt op tramlijn 3 en de Rhônexpress, de sneltram naar het vliegveld Saint-Exupéry.

## Architectuur
Op station Vaulx-en-Velin - La Soie na, is de gehele lijn nog in dezelfde staat als tijdens de opening in 1978. De stations die toen aangelegd zijn hebben geen bijzondere architecturale kenmerken. Hoewel er op dit moment alleen metrostellen die uit drie delen bestaan, zijn alle stations aan de lijn ten minste 75 meter lang en kunnen zouden ook stellen van 4 lang kunnen ontvangen.

## Materieel
Lijn A wordt bereden door metrostellen van het model MPL 75. Belangrijkste kenmerk van dit type is dat het om een bandenmetro gaat. De metrostellen worden op het moment verbouwd om, net als MPL 85 op lijn D volautomatisch, zonder bestuurder, te kunnen rijden. Daarbij wordt ook het interieur van de treinstellen aangepast om meer reizigers te kunnen vervoeren. De metrostellen die nog niet omgebouwd zijn kunnen 378 reizigers vervoeren (126 per wagon), na de verbouwing kunnen er 420 personen in (140 per wagon).

## Exploitatie
Net als de rest van het openbaar vervoer van Lyon wordt lijn A uitgebaat door TCL. Dit is een merknaam van Keolis die de exploitatie uitvoert in opdracht van de publieke instelling Sytral.
Het gehele traject van 9,2 km lang neemt 24 minuten in beslag. In spitsuren komt er elke 2'30" een metro langs, er rijden dan 17 treinen tegelijkertijd op de lijn. Buiten de spitsuren is er een frequentie van een trein elke 4 - 5 minuten, en na negen uur 's avonds gaat er een metro elke 9 minuten. De eerste metro vertrekt 's morgens om 4:35 vanuit de einstations, de laastste 's avonds om 0:20.
In 2010 reisden werden er in het gehele jaar 61,816 miljoen reizen afgelegd in lijn A.
Perrache · Ampère - Victor Hugo · Bellecour · Cordeliers · Hôtel de Ville - Louis Pradel · Foch · Masséna · Charpennes - Charles Hernu · République - Villeurbanne · Gratte-Ciel · Flachet - Alain Gilles · Cusset · Laurent Bonnevay - Astroballe · Vaulx-en-Velin - La Soie